# 카이핑 댜오러우 건축물과 마을
카이핑 누각과 촌락(중국어: 开平碉楼与村落)은 중국 광둥성 장먼시 카이핑시에 위치한 다오루(碉樓)라고 하는 고층의 누각으로 유명한 촌락군이다. 현존하는 고층 누각은 1833동에 이른다. 이 누각은 화교양옥이라고도 불리는 서양풍의 고층건축으로 중국의 전통과 서양의 건축양식이 잘 융합되어 있다. 2007년 6월 28일, 카이핑시의 적감진, 자력마을, 방씨등루, 현강진, 백합진의 촌락군은 뉴질랜드의 크라이스트처치에서 개최된 세계유산 위원회 회의에서 세계문화유산 리스트에 등록되었다.

## 역사

### 초기
명나라 때 수해와 비적에 의한 피해를 방지하기 위해 카이핑 주민에 의해서 망루 건축이 시작되었다. 그러나 아편전쟁 이전까지는 대규모로 진행하지 않았다.

### 전성기
19세기 중엽, 미국과 캐나다의 서부대개발에 따르는 골드러쉬와 대륙횡단철도의 건설을 위해 대량의 노동력을 필요로 하게 되었다. 같은 시기 카이핑 지구에서는 「토객계투」(하카인과 토착민들과의 싸움)이 활발히 발생하고, 생활의 위협을 느낀 대량의 농민이 미국 대륙에 이민으로 유출되었다. 그들은 주로 북미에 이주해 현지의 노동력이 되었다. 1880년대, 미국과 캐나다는 배화정책을 실행하기 시작해 중국인 노동자는 귀화를 하여 현지에서 토지와 집을 사, 가정을 가지는 것을 강요당했다. 19세기 말에서 1920년대 말기까지 미국, 캐나다 양국의 경제는 급속히 발전하였고, 중국인 노동자의 수입과 카이핑 화교에 의한 환율 송금액이 증가하고, 카이핑에 다수의 망루가 건조되는 경제적 조건이 갖추어졌다. 1900년 1931년, 카이핑에는 1648기의 망루가 건조되어 총 89.9%를 차지하고 있다. 특히 1921년 1931년에는 940기가 건조되어 전체 중 51.2%를 차지한다.
그 외에도 카이핑 지방에는 마적이 자주 출몰하였고, 게다가 중화민국 성립을 위한 내전이 빈번히 발생했기 때문에, 파수대 건설이 급선무였다. 1912년부터 1926년까지, 마적, 도적의 약탈, 학교에 대한 협박은 8회에 이르러, 교사, 학생들 백 여명을 납치해 갔다. 그 밖에 수해방지 등의 목적을 가지고 망루가 화교에게 필요하게 되어 대량으로 건조되어 3000 여 개의 숫자에 달하게 되었다.

### 정체기
1940년대, 미국과 캐나다는 중국에 대해서 이주제한을 해제하였고, 재외 화교의 가족이 대량으로 이주해 나가, 망루는 점차 줄어 최종적으로는 건설되지 않게 되었다. 자료에 의하면 1943년 ~ 1949년 사이에 카이핑의 망루는 전체의 0.3%에 해당하는 7개밖에 지어지지 않았다

## 특색
그 특색은 중국과 서양의 양식을 절충한 외벽을 가지고 있는다는 것이다. 고대 그리스, 고대 로마와 이슬람 등의 건축 양식이 결합한 것으로 양식의 다양성이 풍부하게 나타나고 있다. 또 취락 방위를 위해 총구멍이 나 있다.

## 분류
기능에 의해서 분류를 하면, 집합주택, 거루와 각루로 분류되고, 거루가 가장 많다. 현존하는 각 망루는 다음과 같다.
- 집합주택：473동
- 거루：1149동
- 각루：221동

건축재료에 의해 분류를 하면, 석루, 니루(찱흙을 구워만듦), 전루(벽돌을 쌓아 만듦)와 콘크리트 누각으로 나뉘며, 콘크리트 누각이 가장 많다. 건축재료에 따라 분류를 하면, 현존하는 각 누각의 망루는 다음과 같다.
- 석루：10동
- 니루：100동
- 전루：249동
- 콘크리트누각：1474동

## 목적
- 수해방지
- 도적, 마적을 방어하기 위해 만들어졌다. 예를 들어, 각루는 대부분 마을의 출입구 혹은 촌외의 구릉에 지어져 먼 곳을 살필 수 있게 만들어졌다. 조광기와 경보기를 갖추어 조기에 외적을 발견하여 알려주는 데 기여를 하였다. 1922년 12월에 적감의 학교를 덮친 마적은 응촌 망루의 조광기에 관측되어 군향 각처로부터의 지원으로, 교장과 학생 17명을 구출했다.
- 주거 목적. 예를 들어 거루는 거주와 방위의 양 기능을 모두 겸비하는 열린 공간을 가진다. 생활시설이 정비되어 높은 다락집은 튼튼하고 미관도 갖추고 있기 때문에 주거에 불편하지 않다.

## 같이 보기
- 중화인민공화국의 세계유산